# Israel Contreras
Israel Contreras est un boxeur vénézuélien né le 27 décembre 1960 à La Guaira.

## Carrière
Passé professionnel en 1981, il échoue pour le titre de champion du monde des poids super-mouches WBA le 1er novembre 1986 par KO au 5e round contre Khaosai Galaxy. L'année suivante, il s'empare de la ceinture de champion du Venezuela des poids coqs et le 3 février 1989 de celle de champion du monde WBO de la catégorie. Contreras laisse cette ceinture vacante après sa victoire face à Ray Minus le 2 septembre 1990 afin d'affronter le champion WBA, Luisito Espinosa. Le combat a lieu le 19 octobre 1991 et voit le succès du vénézuélien par KO au 5e round. Il est revanche battu dès le combat suivant, toujours au 5e round, par Eddie Cook le 15 mars 1992 et met un terme à sa carrière en 1995 sur un bilan de 38 victoires, 3 défaites et 1 match nul.  
Israel Contreras tient un rôle dans Apocalypto (2006), un film américain réalisé par Mel Gibson.

## Référence
1. ↑  (en) World bantamweight titles (sportenote.com)